# Pena de muerte en Luxemburgo

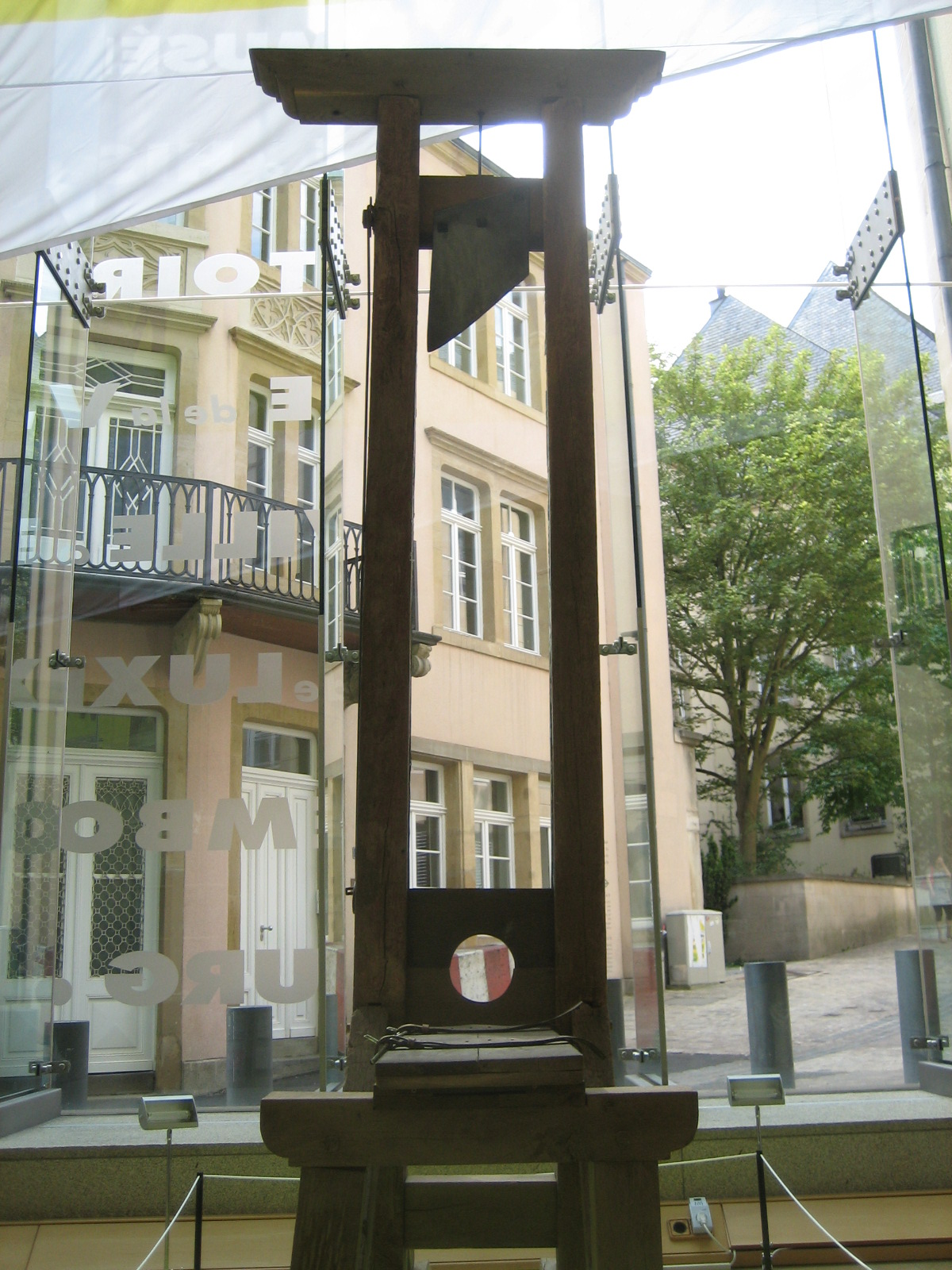
Guillotina utilizada en Luxemburgo desde 1798 hasta 1821.

La pena de muerte en Luxemburgo fue abolida para todos los delitos en 1979. La última ejecución en Luxemburgo tuvo lugar en 1949.
Luxemburgo es miembro de la Unión Europea y del Consejo de Europa; y también ha firmado y ratificado el Protocolo n.° 13.